# 赫拉博沃 (利維夫州)
49°54′18″N 24°57′1″E / 49.90500°N 24.95028°E
赫拉博沃（羅馬化：Hrabovo）是烏克蘭西部的村莊，隸屬利維夫州的佐洛奇夫區。該村面積0.15平方公里，海拔高度282米，2022年人口30，人口密度每平方公里221.48人。